# Szenegáli labdarúgó-szövetség
A szenegáli labdarúgó-szövetség (franciául: Fédération Sénégalaise de Football, rövidítve: FSF) Szenegál nemzeti labdarúgó-szövetsége. A szervezetet 1960-ban alapították, 1962-ben csatlakozott a Nemzetközi Labdarúgó-szövetséghez, 1963-ban pedig az Afrikai Labdarúgó-szövetséghez. A szövetség szervezi a Szenegáli labdarúgó-bajnokságot. Működteti a férfi valamint a női labdarúgó-válogatottat.